# Tapis roulant omnidirectionnel
 (janvier 2016).
Si vous disposez d'ouvrages ou d'articles de référence ou si vous connaissez des sites web de qualité traitant du thème abordé ici, merci de compléter l'article en donnant les références utiles à sa vérifiabilité et en les liant à la section « Notes et références ».

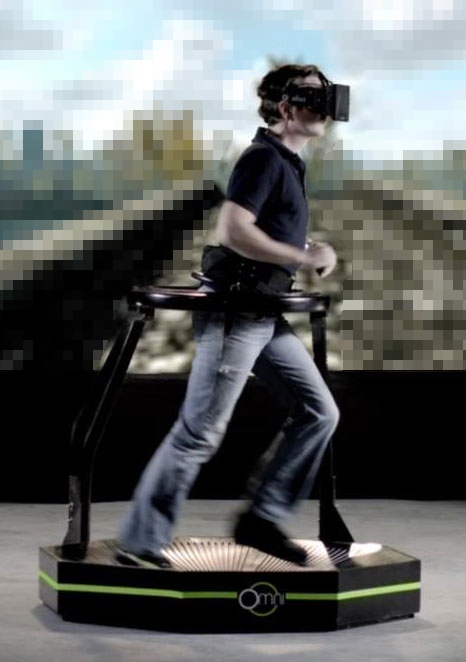
L'Omni, conçu par l'entreprise Virtuix, est un exemple de tapis roulant omnidirectionnel.

Un tapis roulant omnidirectionnel est un périphérique informatique qui permet à son utilisateur de contrôler un ordinateur avec le mouvement de ses pieds comme il peut le faire au moyen d'une manette de jeu avec le mouvement de ses doigts.
Généralement associé à un casque de réalité virtuelle, ce dispositif sert à capter les mouvements des pieds d'une personne pour reproduire son comportement dans un monde virtuel à travers un avatar, augmentant de ce fait, l'immersion lors d'une expérience de réalité virtuelle par rapport à l'utilisation d'un autre périphérique tel qu'une manette ou un clavier.

## Avantages
Le tapis roulant omnidirectionnel permet en outre d'atténuer voire supprimer complètement les éventuelles nausées susceptibles d'être provoquées par la position statique de l'utilisateur d'un casque de réalité virtuelle.
Certains modèles permettent non seulement de capter les mouvements lorsque l'utilisateur marche, mais également lorsqu'il saute ou s'accroupit.

## Principe de fonctionnement
Plusieurs technologies existent pour obtenir un tapis roulant omnidirectionnel :
- l'utilisateur utilise des chaussures spéciales qui lui permettent de se mouvoir sur une surface à faible friction ;
- l'utilisateur se meut sur un tapis roulant qui peut se déplacer sur deux axes (contre un seul avec un tapis roulant conventionnel).

## Modèles existants
Voici une liste non exhaustive des différents tapis roulants omnidirectionnels actuellement commercialisés :
- Infinadeck ;
- Virtuix Omni ;
- Cyberith Virtualizer.
- Kat Vr;